# 阿沃迪斯·格当尼亚恩
阿沃迪斯·格当尼亚恩（阿拉伯语：‎，1966年11月21日—） ，是现任黎巴嫩旅游部部长。 同时，他也是亚美尼亚革命联盟党的一员。

## 生平

### 早年经历
阿沃迪斯·格当尼亚恩出生于1966年11月21日。高中毕业于亚美尼亚天主教美斯罗比安高等学校。并在黎巴嫩大学取得了物理学的学位。

### 亚美尼亚革命联盟成员
作为亚美尼亚革命联盟的一员，他有众多不同的身份。他曾被选为亚美尼亚革命联盟下属扎瓦利安学生联合会的主席，并在诸多黎巴嫩政党联合会中作为亚美尼亚革命联盟的党代表。他也代表亚美尼亚革命联盟参加了在哈萨克斯坦和柬埔寨召开的国际政党联合会议。
在1998年，他首次被选为亚美尼亚革命联盟黎巴嫩中央委员会的委员。2001年至2005年期间，他担任亚美尼亚革命联盟黎巴嫩中央委员会的首席委员。自2009年起，他成为了“泛音”的主要负责人。2015年，他被选为亚美尼亚革命联盟黎巴嫩中央委员会的副总代表。

### 个人生活
格当尼亚恩已婚并育有两位子女。